# Kastor Baldinger
Kastor Joseph Dominik Baldinger (getauft am 20. März 1760 in Baden; † 8. Dezember 1810 ebenda; heimatberechtigt in Baden) war ein Schweizer Politiker. Von 1806 bis zu seinem Tod war er Regierungsrat des Kantons Aargau.

## Biografie
Der Sohn des Arztes und Schultheissen Johann Ludwig Baldinger übernahm in jungen Jahren selbst städtische Ämter. Er gehörte dem Stadtrat an und war Amtmann des Chorherrenstifts. Von 1788 bis 1798 amtierte er als letzter Schultheiss von Baden. Nach dem Franzoseneinfall und der Ausrufung der Helvetischen Republik trat er im März 1798 an die Spitze der provisorischen Regierung des neu geschaffenen Kantons Baden. Anschliessend war er Mitglied des Kantonsgerichts und Präsident der Verwaltungskammer.
Vergeblich wehrte sich Baldinger gegen die Verschmelzung der Kantone Baden und Aargau, die Napoleon Bonaparte im März 1803 mit der Mediationsakte schliesslich doch durchsetzte. Er arrangierte sich mit den neuen Verhältnissen und liess sich in den Grossen Rat wählen, den er 1808 präsidierte. Nachdem er ab 1803 Appellationsrichter und Abgesandter an der eidgenössischen Tagsatzung gewesen war, wählte ihn der Grosse Rat 1806 in die Kantonsregierung. 1808 beteiligte sich Baldinger an Verhandlungen mit dem Grossherzogtum Baden über dessen Schuldanerkennung gegenüber schweizerischen Körperschaften. 1810 verstarb er im Amt.